# Teberik, Ferizli
Teberik là một xã thuộc quận Ferizli, tỉnh Sakarya, Thổ Nhĩ Kỳ. Dân số thời điểm năm 2008 là 143 người.